# Bogoria
Bogoria Carr 1929 es un género que tiene asignadas unas cuatro especies de orquídeas. Es originario de Malasia hasta Nueva Guinea.

## Taxonomía
El género fue descrito por Johannes Jacobus Smith y publicado en Die Orchideen von Java (Band vi der Flora de Buitenzorg) 566. 1905.
Etimología
Bogoria: nombre genérico nombrado por Bogor una localidad de la Isla de Java.

## Especies de Bogoria
- Bogoria merrillii (Ames) Garay, Bot. Mus. Leafl. 23: 163 (1972).
- Bogoria papuana Schltr., Repert. Spec. Nov. Regni Veg. Beih. 1: 964 (1913).
- Bogoria raciborskii J.J.Sm., Orch. Java: 566 (1905).
- Bogoria taeniorhiza (Schltr.) Schltr., Repert. Spec. Nov. Regni Veg. Beih. 1: 963 (1913).[1]